# Helicodontium guineense
Helicodontium guineense är en bladmossart som beskrevs av Brotherus och Jean Édouard Gabriel Narcisse Paris 1907. Helicodontium guineense ingår i släktet Helicodontium och familjen Fabroniaceae. Inga underarter finns listade i Catalogue of Life.